# Kübelwagen

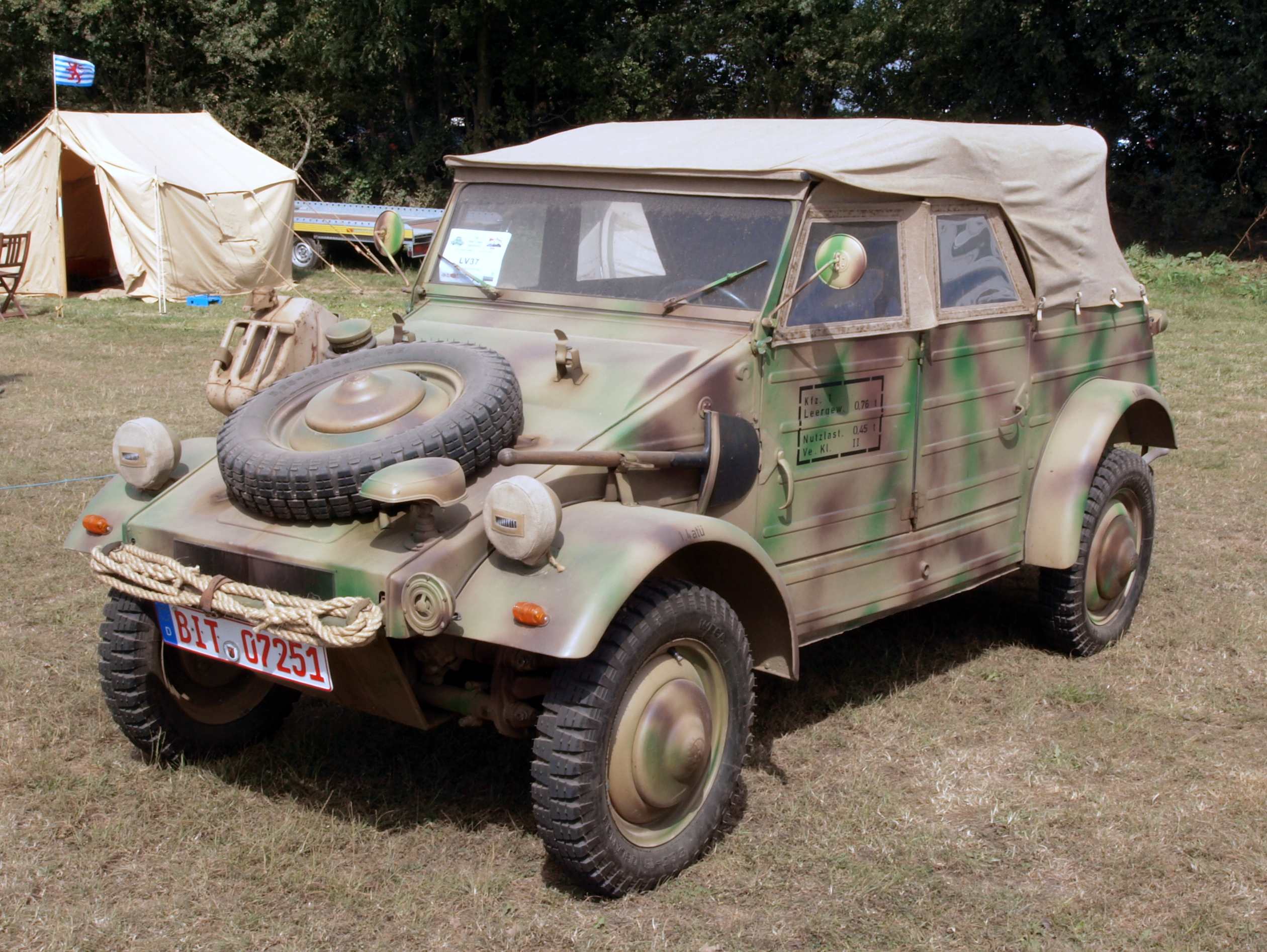
VW Typ 82, auch als
VW-Kübelwagen bekannt

Die Bezeichnung Kübelwagen bzw. Kübelsitzwagen ist auf den Beginn der Entwicklung von offenen geländetauglichen Militär-Pkw zurückzuführen und wurde später zum Synonym für einfache oder minimalistisch ausgestattete offene Geländefahrzeuge, teils sogar ohne Türen und mit umklappbarer Frontscheibe.

## Beschreibung
Die Entwicklung der Kübelsitzwagen basierte oft auf Serienfahrzeugen, deren Ausstattung auf ein notwendiges Mindestmaß reduziert wurde und deren Geländegängigkeit mit geeigneten Modifikationen gesteigert wurde. Um ein möglichst geringes Gewicht zu erzielen, wurde bei einigen Modellen auf die Türen verzichtet. Sie wurden durch Stoffplanen ersetzt oder entfielen ganz. Damit die Insassen während der Fahrt nicht aus dem Fahrzeug stürzen, wurden stabile und einfache Schalensitze eingebaut, die als Einzelsitze oder Sitzbank mit Außenbegrenzung für Fahrer und Beifahrer einen besseren Halt geben sollten. Diese Sitze wurden umgangssprachlich wegen ihrer wannenartigen Form als „Kübel“ und die Fahrzeuge, in denen sie eingebaut waren, als „Kübelsitzwagen“ oder kurz als „Kübelwagen“ bezeichnet. Die teils mangelhafte Polsterung und Belüftung der Sitze wurde bei den amerikanischen Streitkräften mit der sogenannten „Jeep driver’s disease“ (auch als Sinus pilonidalis bekannt) in Verbindung gebracht.
Im Laufe der Zeit entwickelte sich diese Bezeichnung zum Synonym für alle Fahrzeuge dieser Bauart, unabhängig davon, ob sie mit sogenannten Kübelsitzen (einfache Halbschalen) ausgestattet waren oder nicht. Unter anderem wird mit der Bezeichnung „Kübelwagen“ der VW Typ 82 in Verbindung gebracht obwohl dieses Modell keine Halbschalen, sondern ein Sitzgestell hatte. Die Bezeichnung Kübelsitz ist viel älter und nicht herstellergebunden.

## Kübelsitzwagen der Wehrmacht
Vor und im Zweiten Weltkrieg entstand bei der Wehrmacht ein größerer Bedarf an leichten, geländegängigen Fahrzeugen zum Personen- und Materialtransport. Für diese Zwecke wurde eine Vielzahl von Fahrzeugen für den Gebrauch als Militärfahrzeug modifiziert und auch teilweise erbeutete Fahrzeuge anderer Staaten eingesetzt. Zu den bekanntesten Modellen zählen Varianten der heckgetriebenen VW Typ 82 Kübelwagen und Volkswagen Typ 166 Schwimmwagen die in größerem Umfang produziert und fast an allen Fronten eingesetzt wurden. Weniger bekannt sind hingegen die Kübelwagen-Modelle Mercedes-Benz W 133 III (1935) und Mercedes-Benz W 152 (1937), die zugunsten der Entwicklungen des Einheits-PKW der Wehrmacht aufgegeben wurden.

### VW Kübelwagen der Wehrmacht

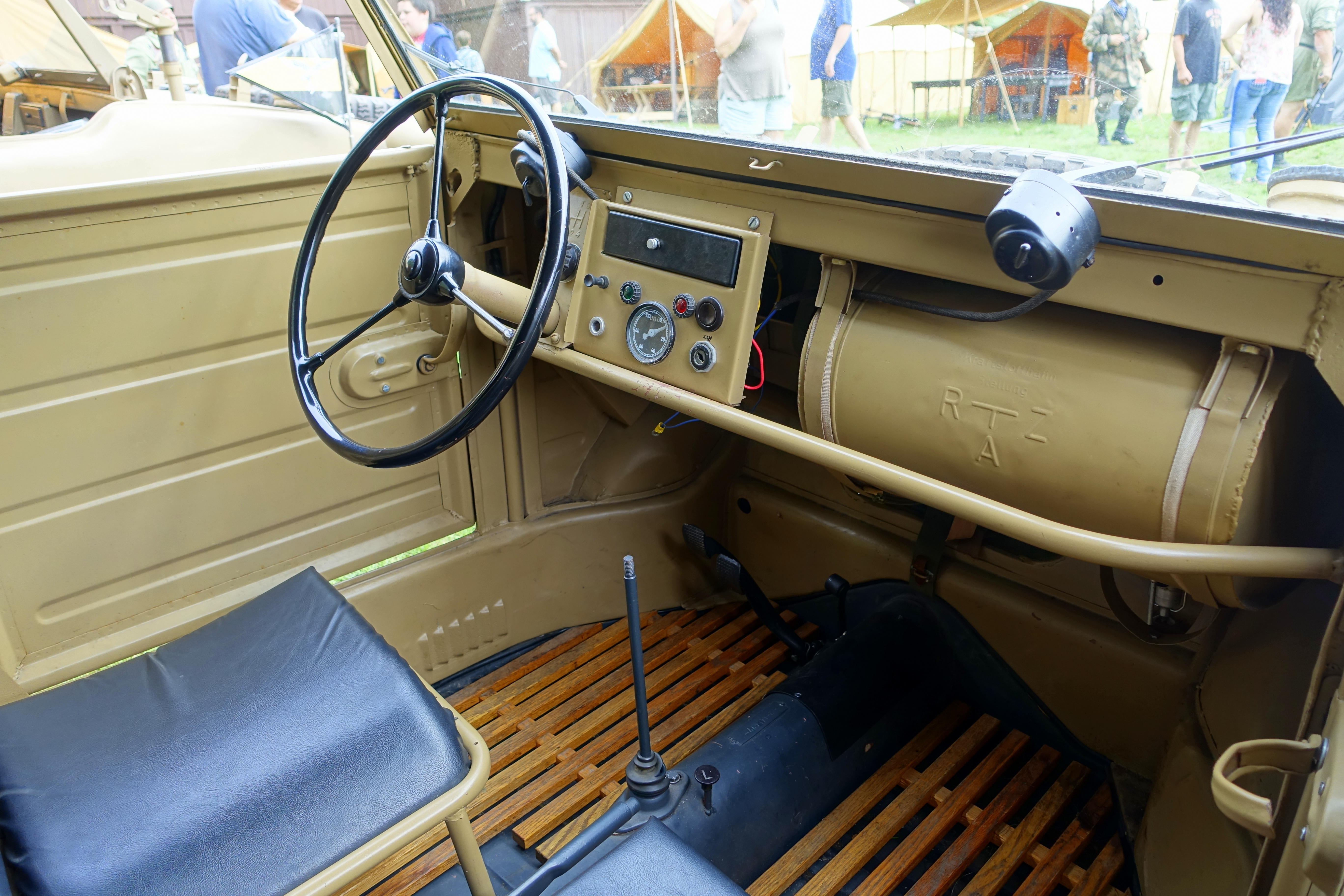
VW Typ 82 Sitzgestell
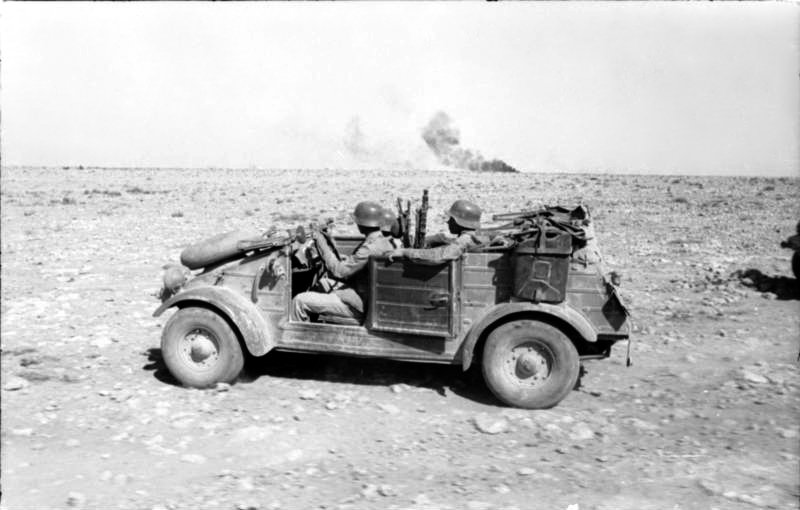
VW Typ 82 Nordafrika 1942
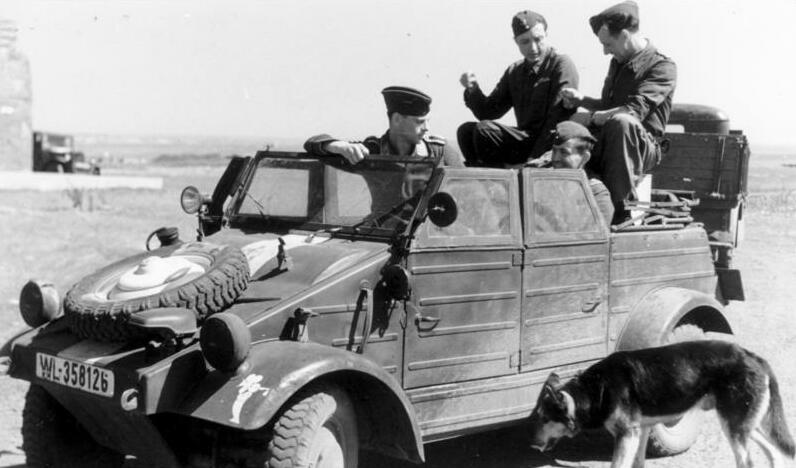
VW Typ 82 Sowjetunion 1943
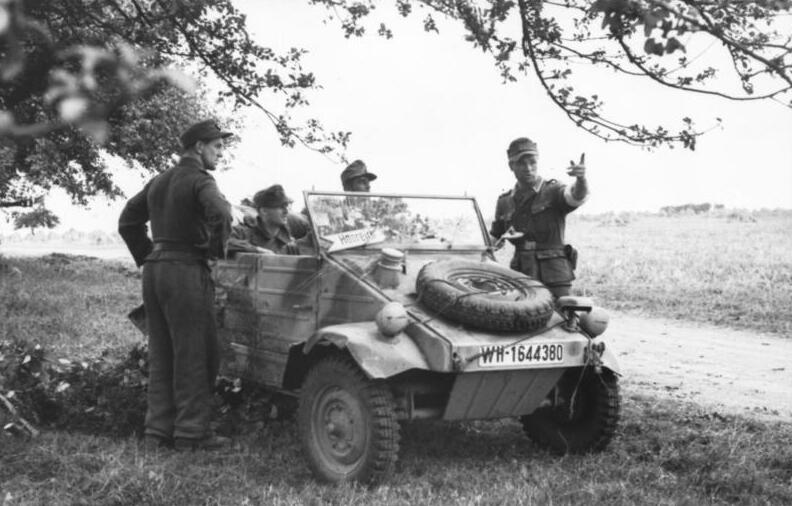
VW Typ 82 Frankreich 1944

### Andere Kübelwagen der Wehrmacht

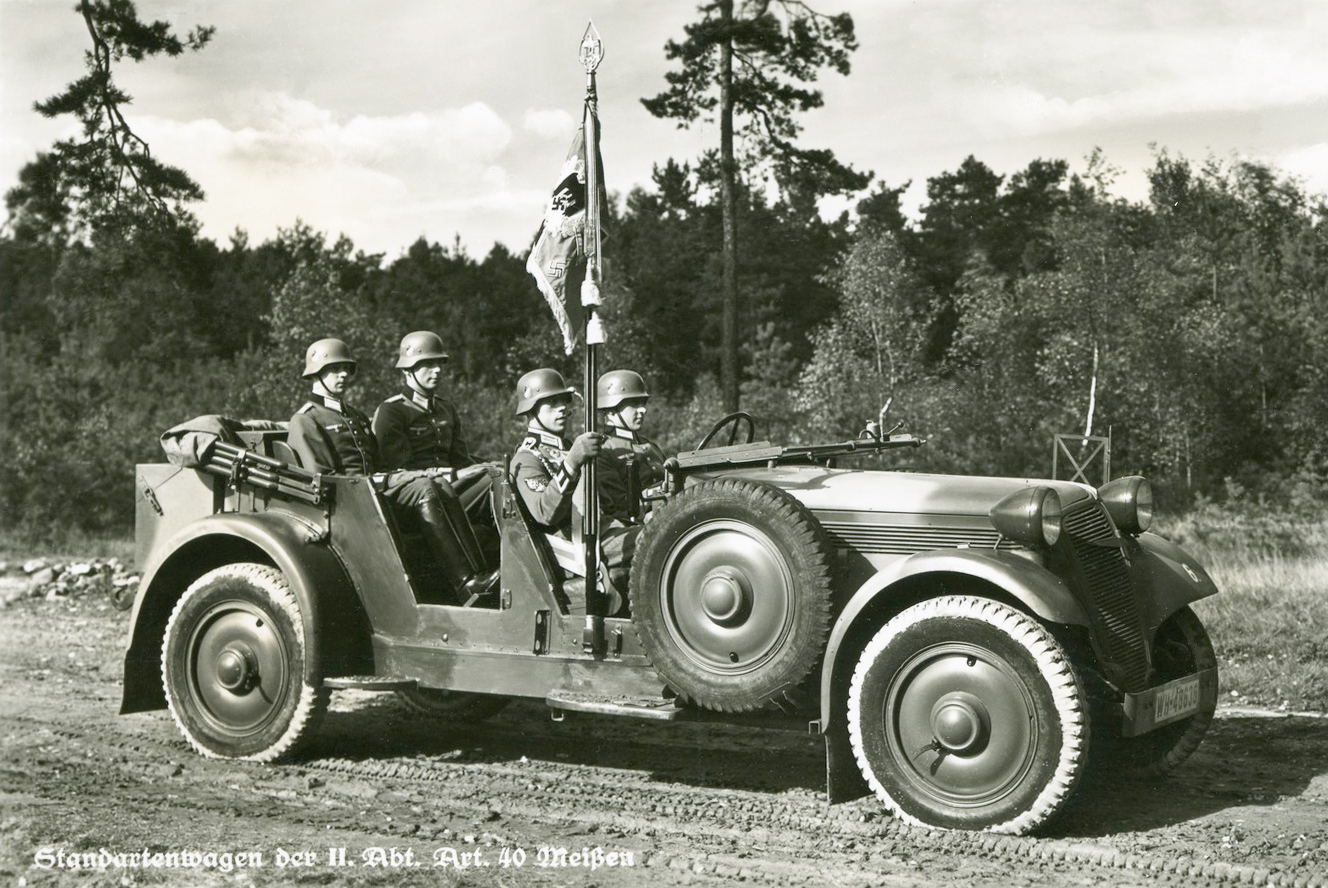
Adler Typ 3 Gd
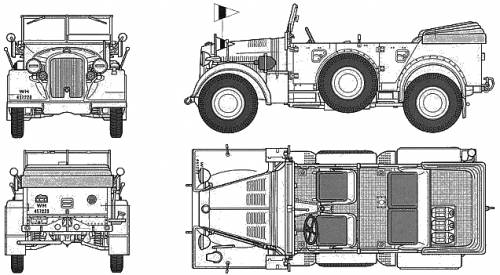
Horch 901 mit Kübelsitzanordnung
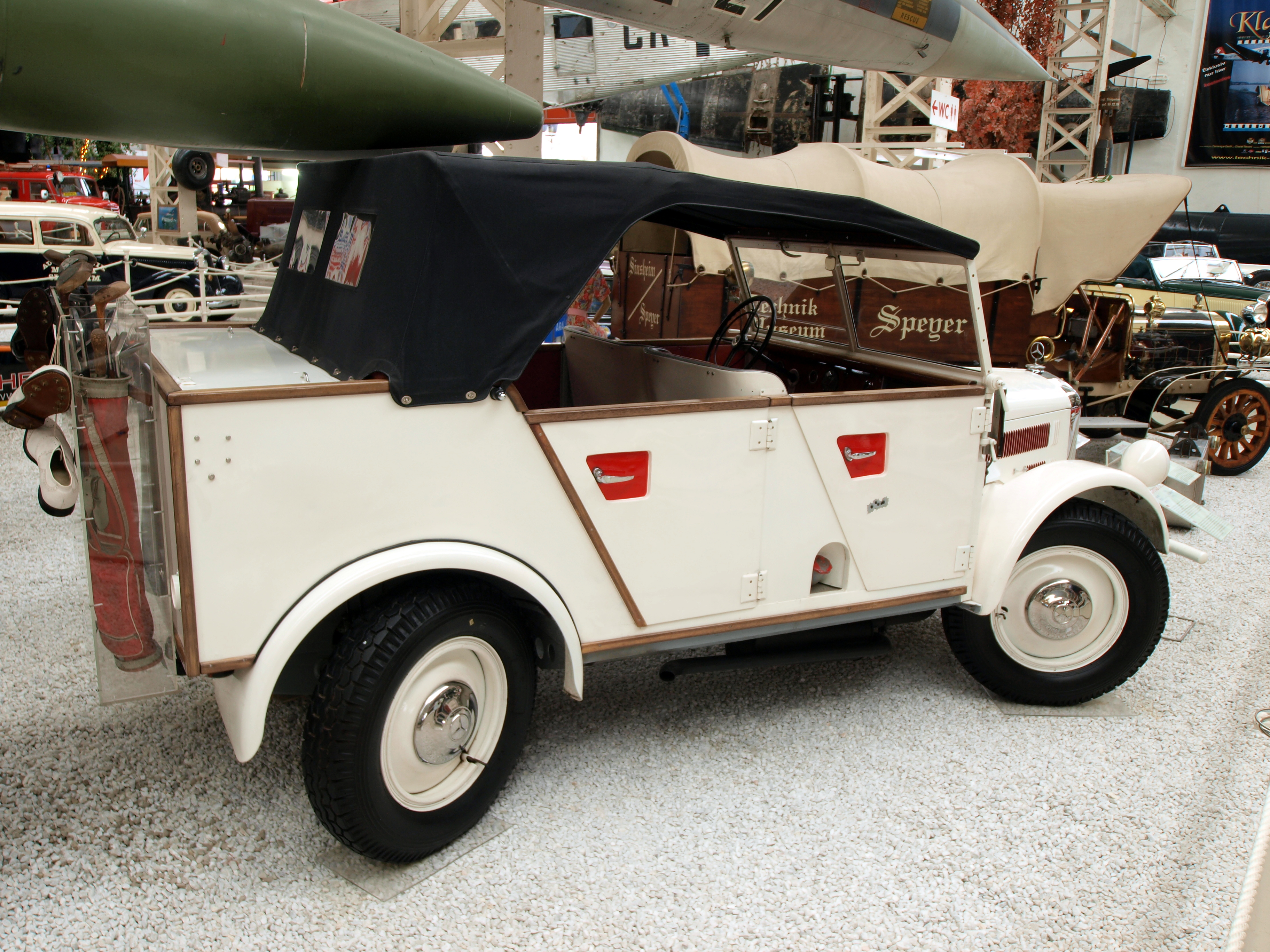
Mercedes-Benz W 152 erkennbare Halbschalensitze (1938)
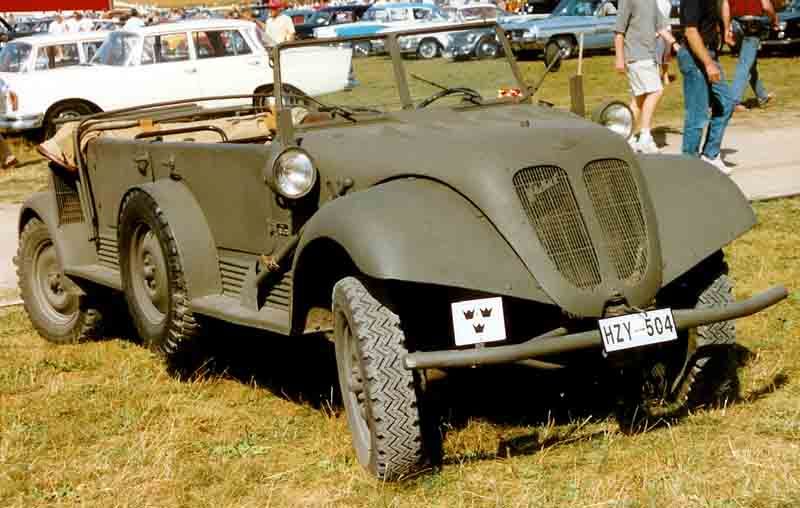
Tempo G 1200 Geländewagen, Sitzgestelle mit Segeltuchbespannung
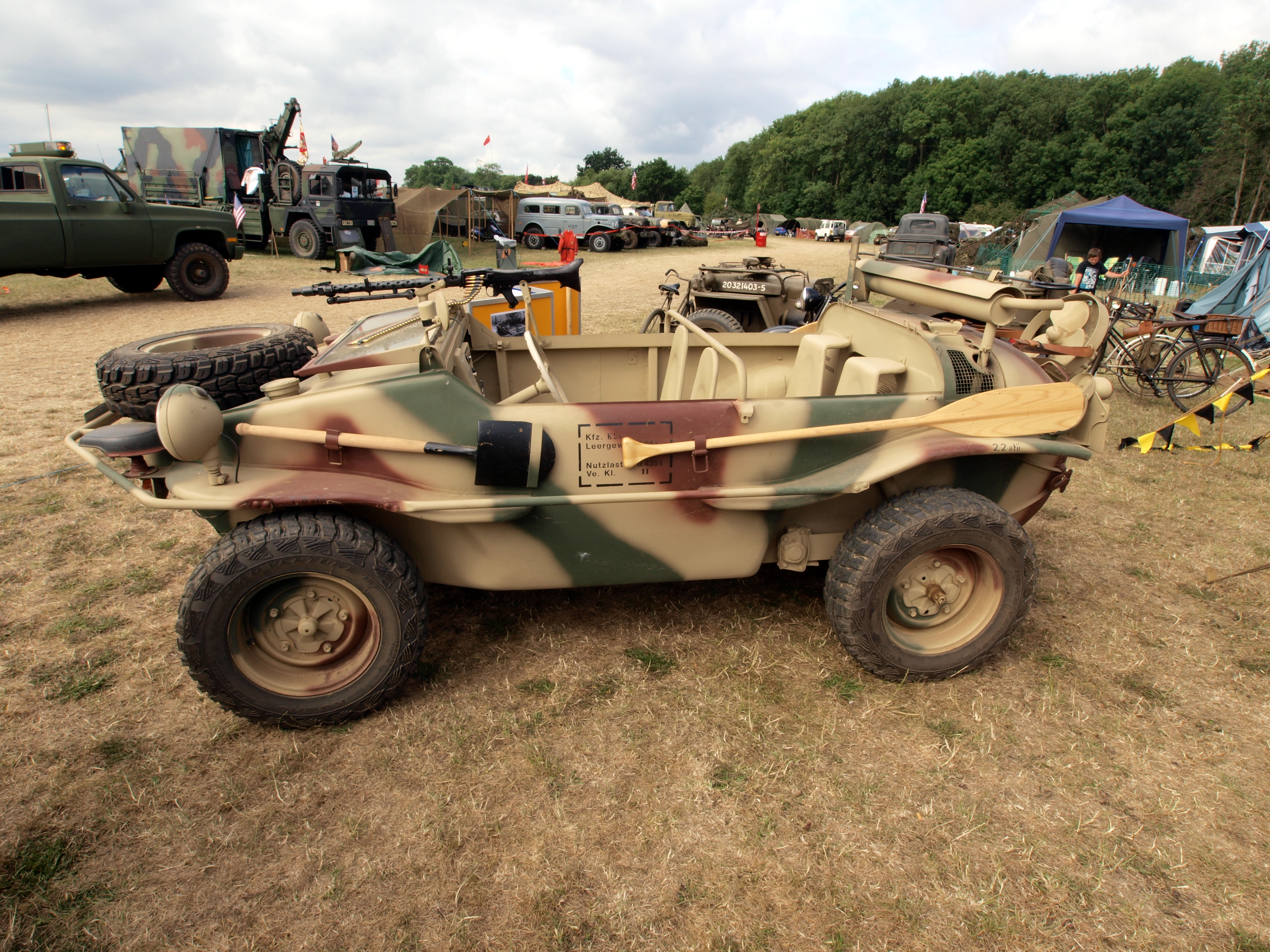
Volkswagen Typ 166 Schwimmwagen, Halbschalen ohne Bezüge

Ohne Bild:
- Adler Typ 10 N | Adler Typ 12 N-RW| Adler Typ 12 N-3G | Adler Trumpf | Adler Primus | Adler V 40 T
- BMW 3/15 | BMW 3/20 | BMW 309 | BMW 315 | BMW 319 | BMW 325 | EMW 325 | Mercedes Typ 320 WK  | Mercedes Typ 340 WK

## Nachfolger klassischer Kübelwagen
Bei der Nationalen Volksarmee

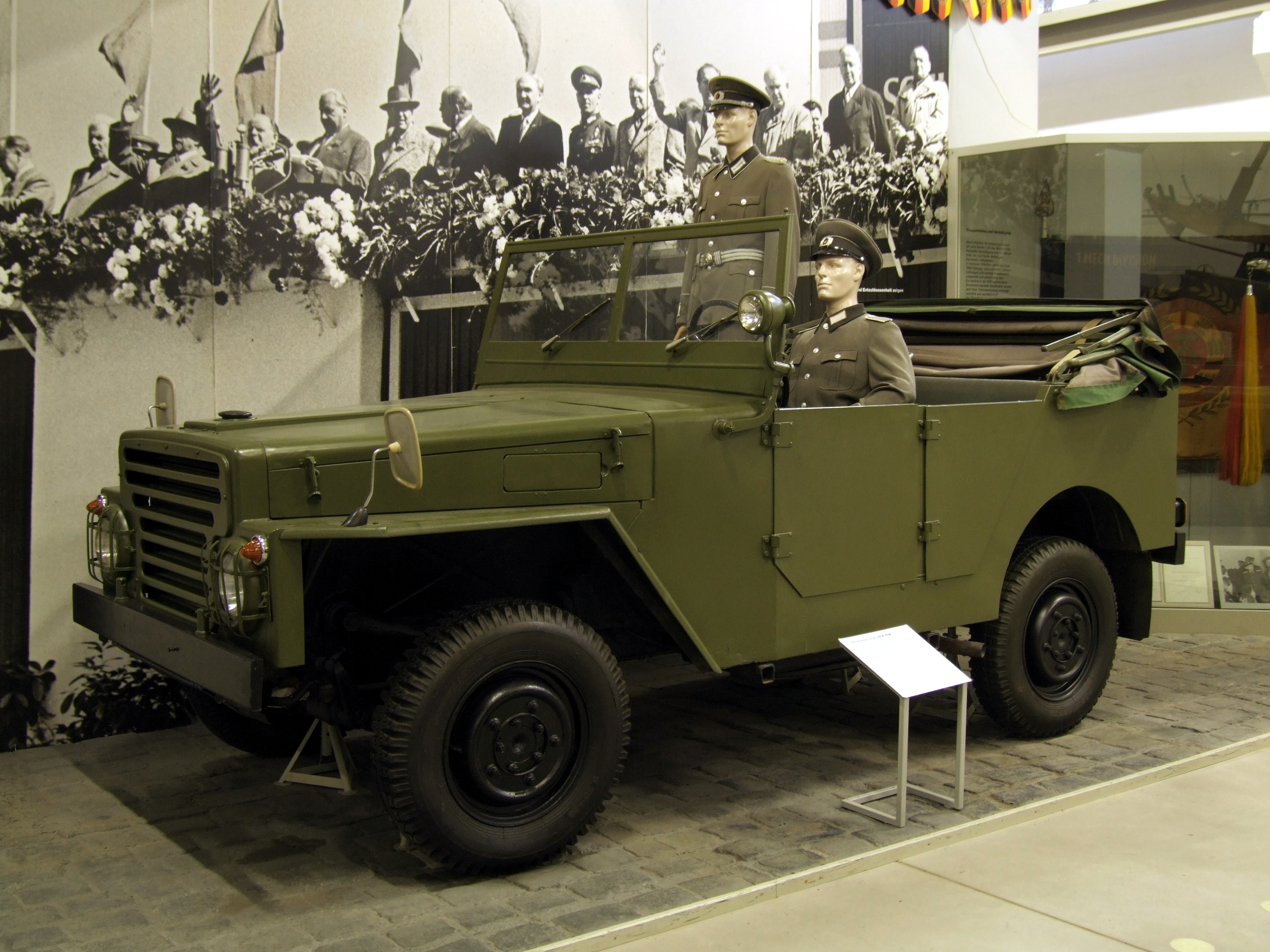
IFA P2M
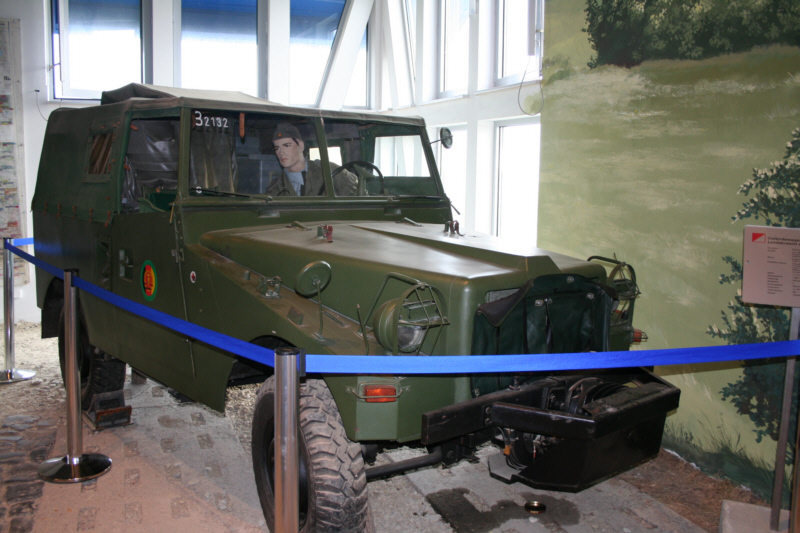
IFA P3
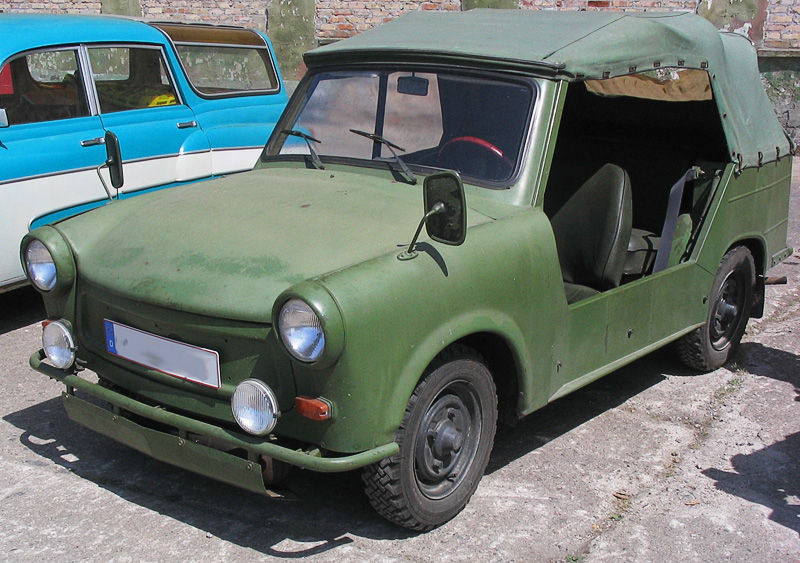
Trabant 601 Kübel
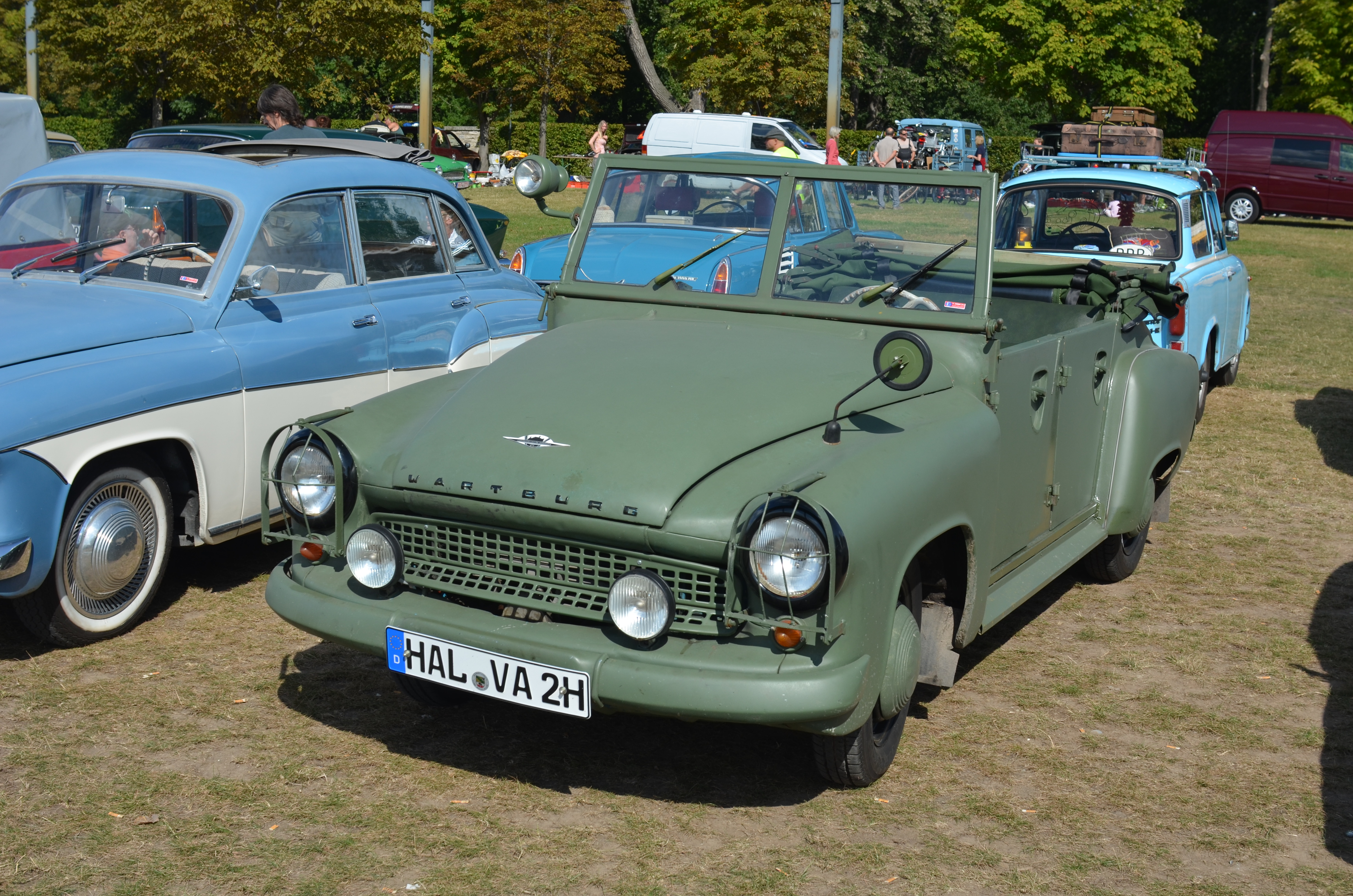
Wartburg 311/4 Kübel
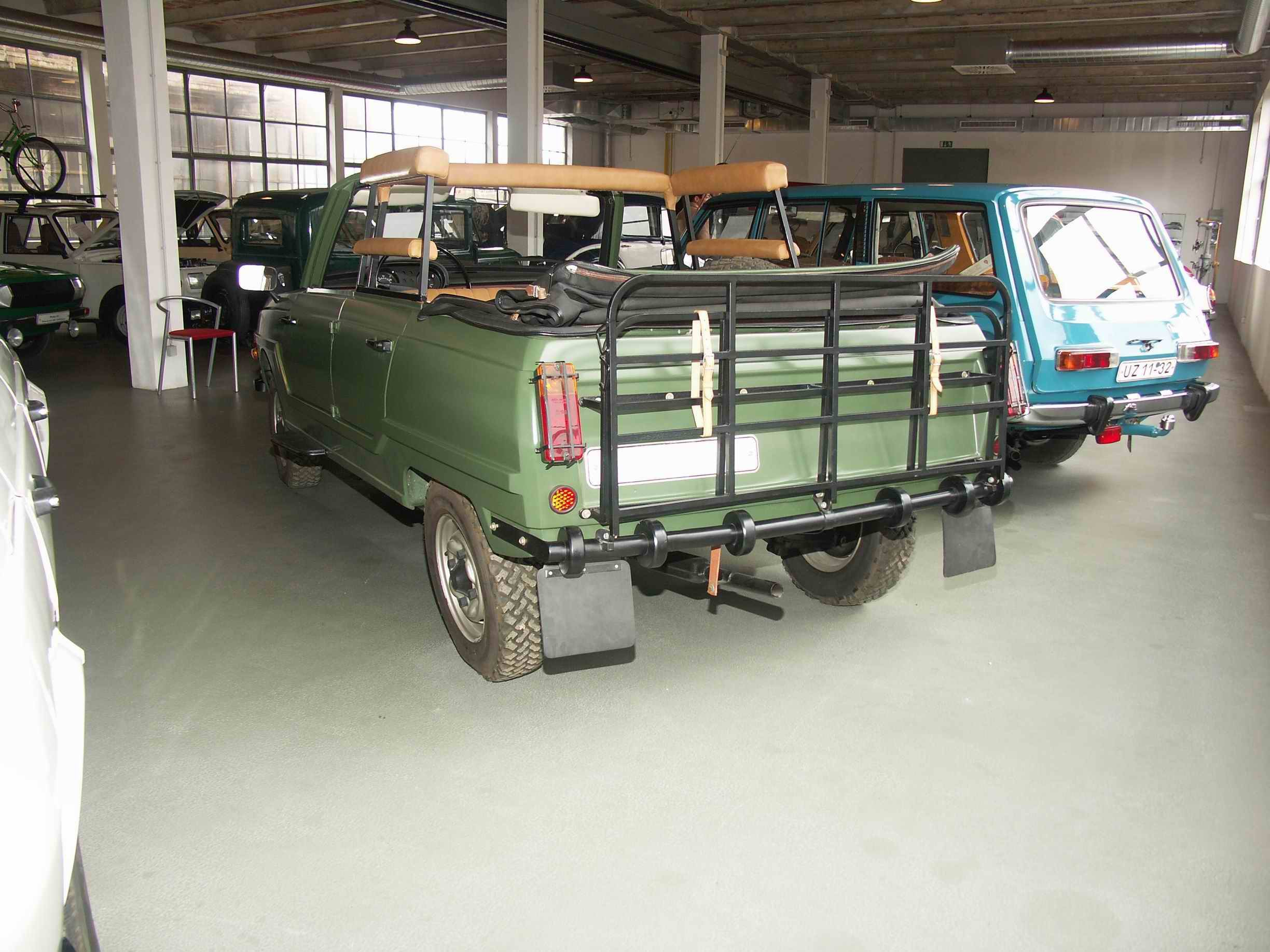
Wartburg 353-400

Bei der Bundeswehr

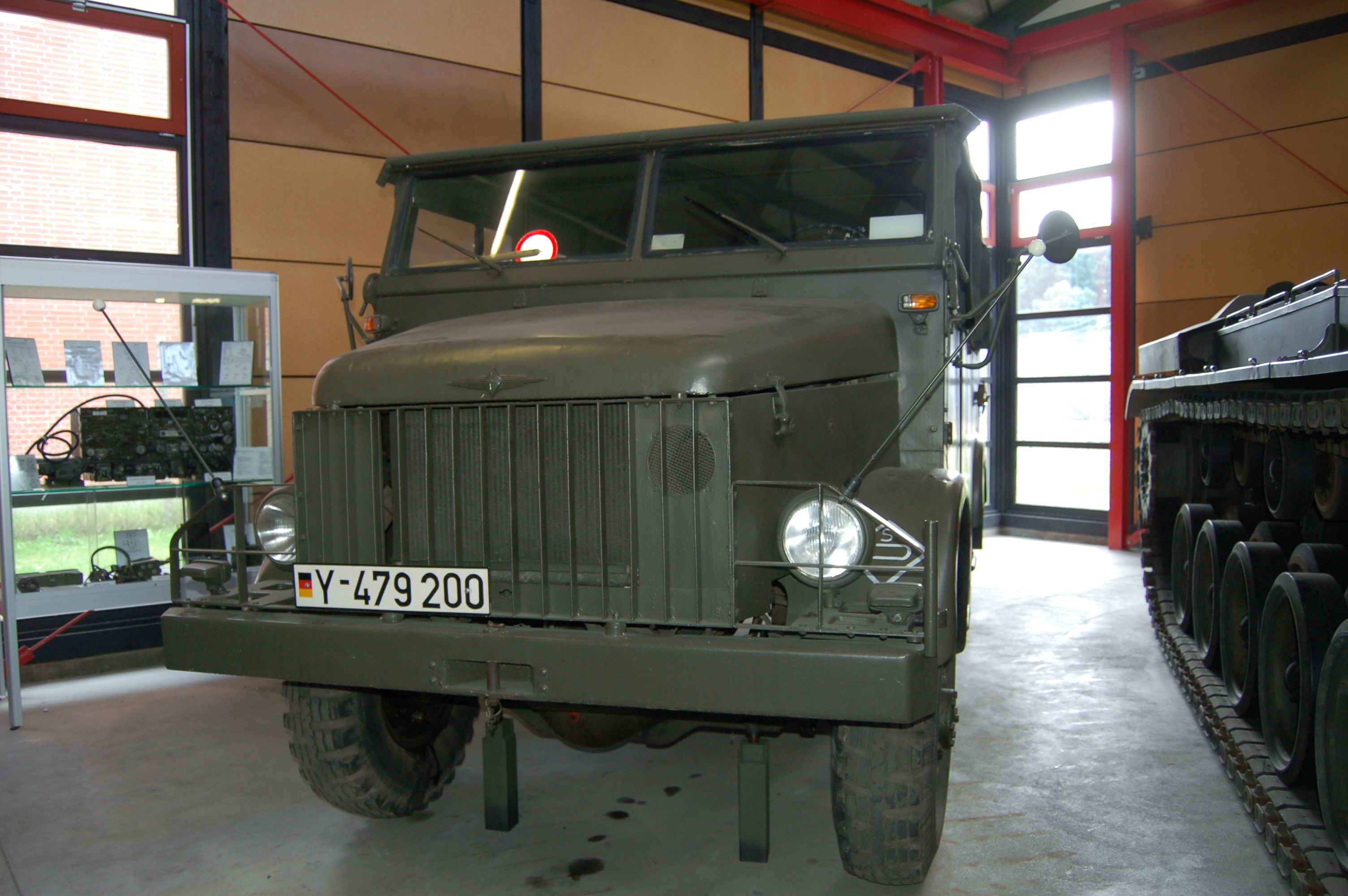
Borgward B 2000 A/O
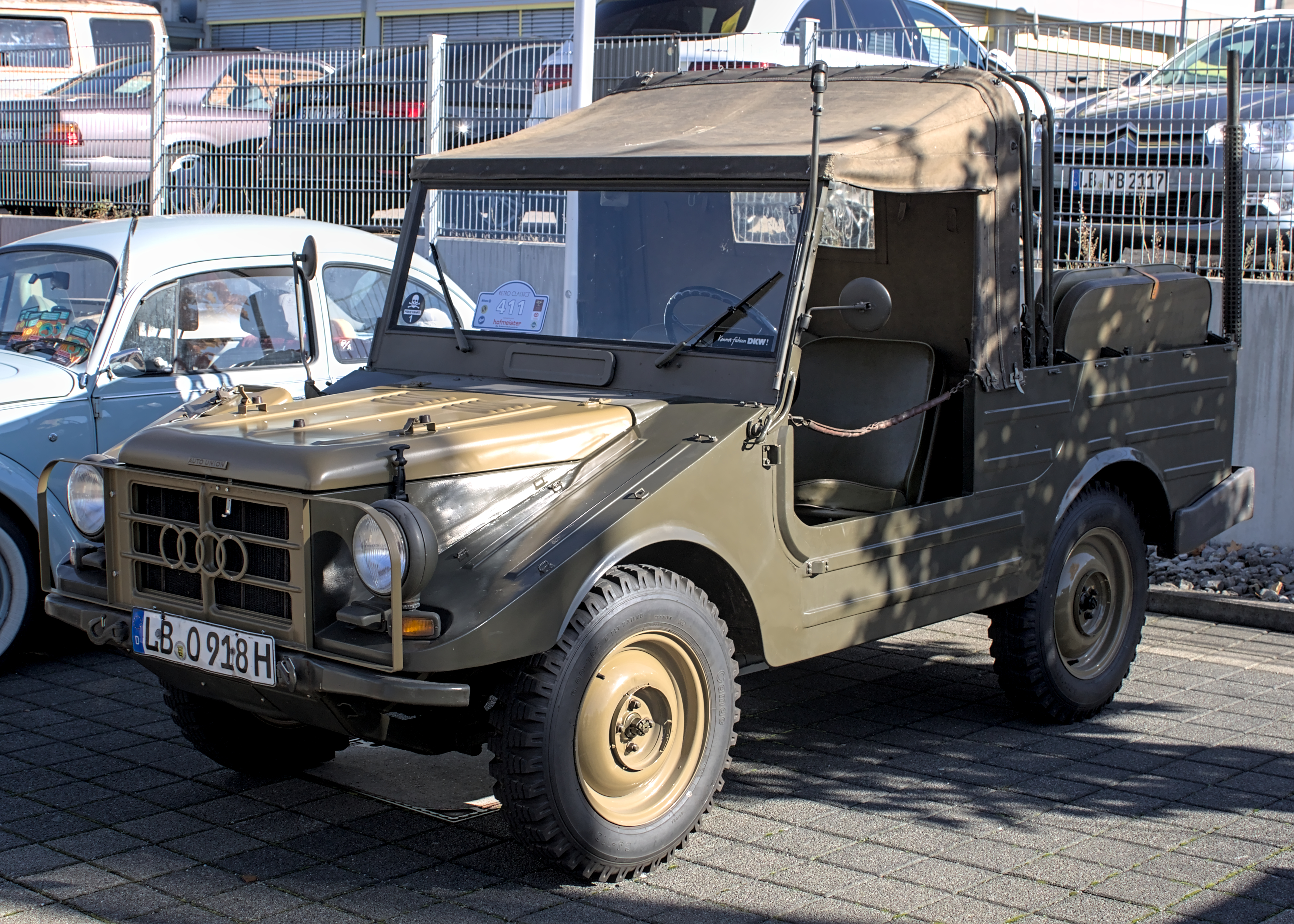
DKW Munga
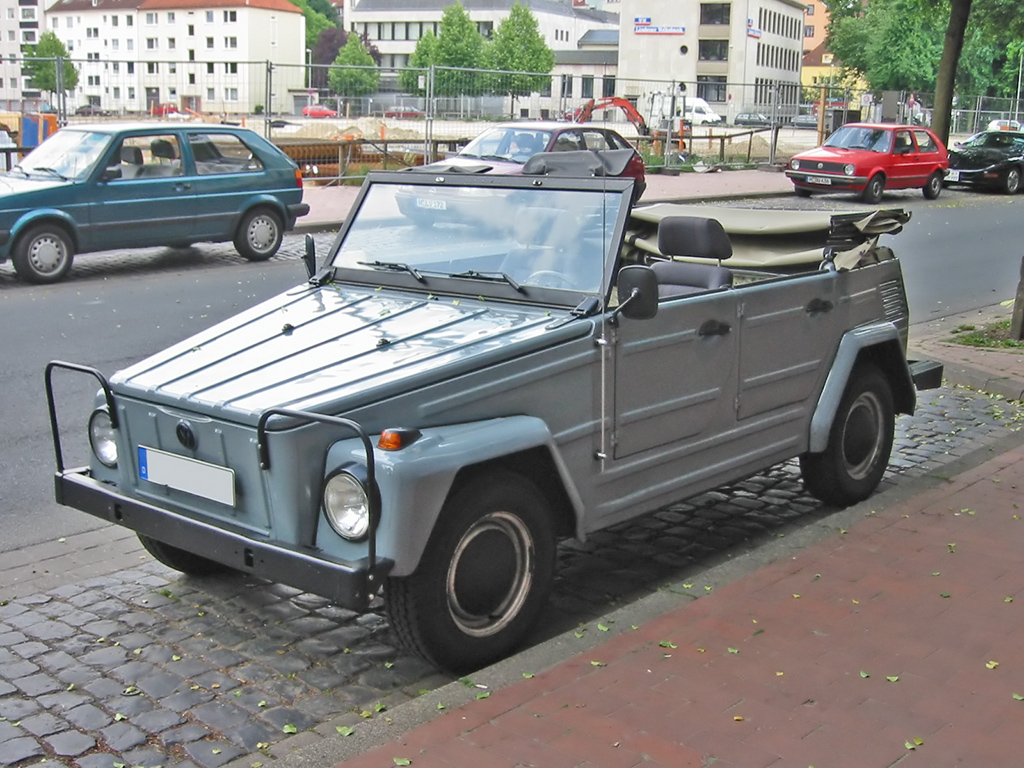
VW Typ 181
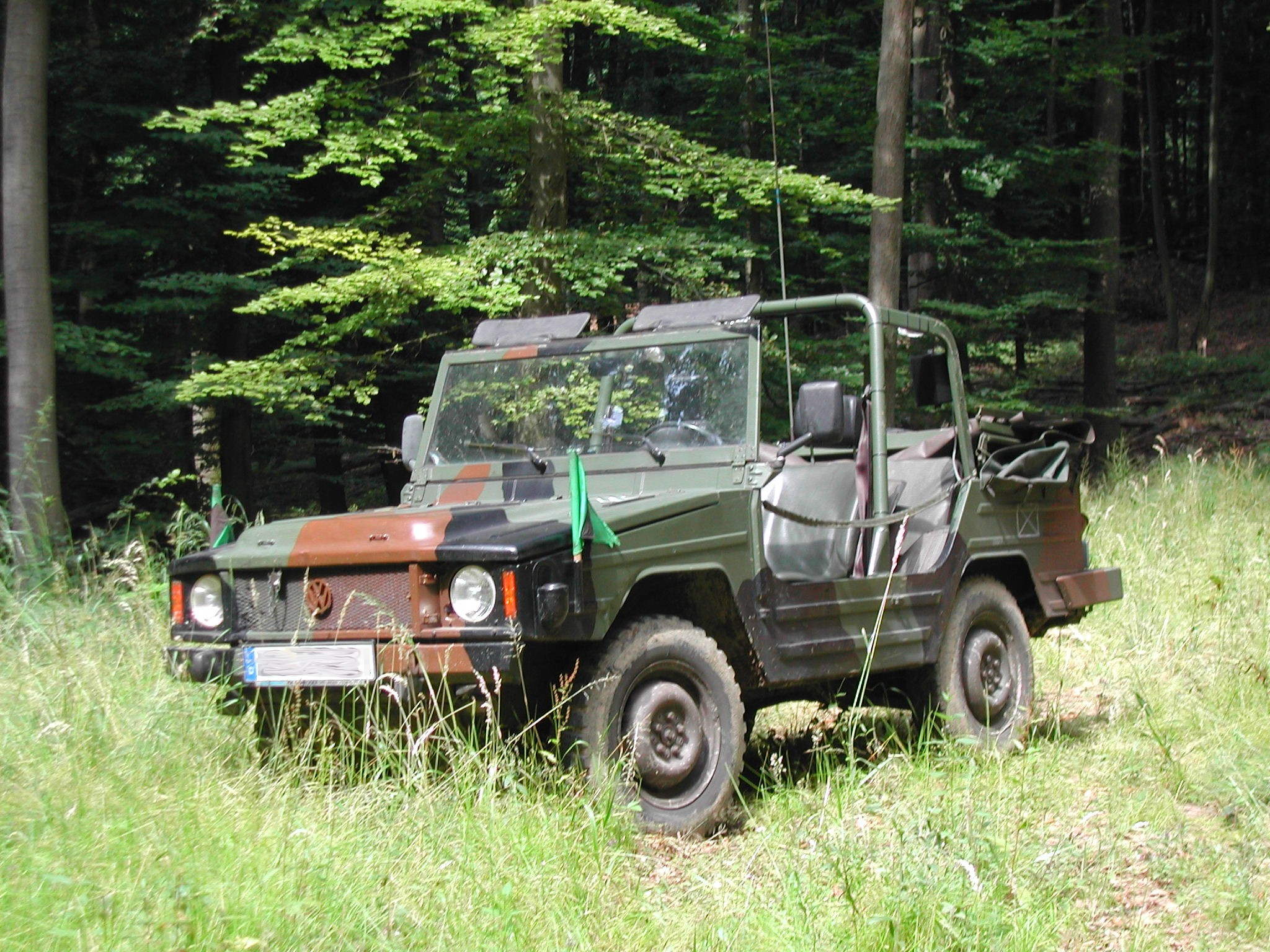
VW Iltis
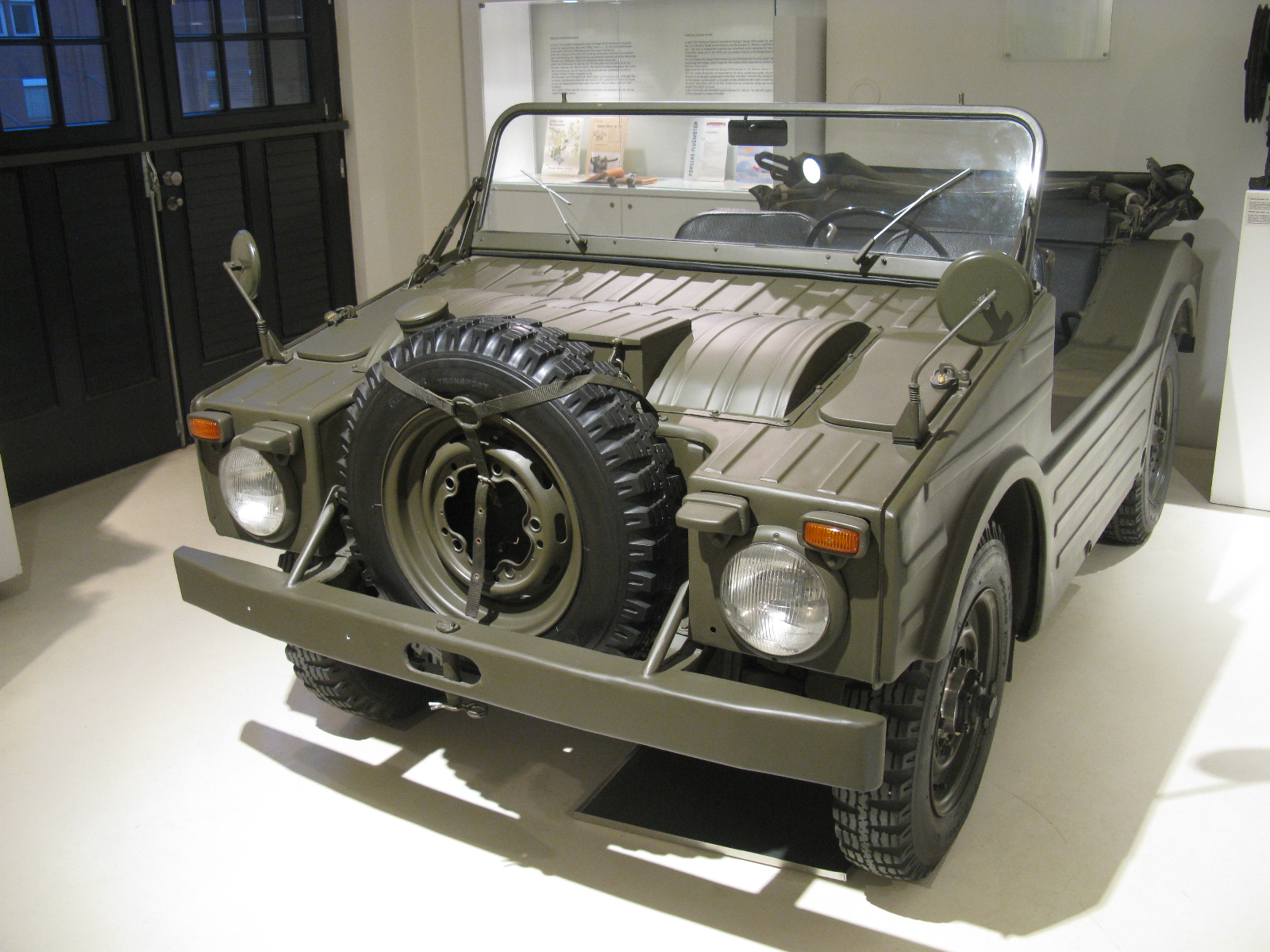
Porsche 597 Jagdwagen

Bei anderen Streitkräften

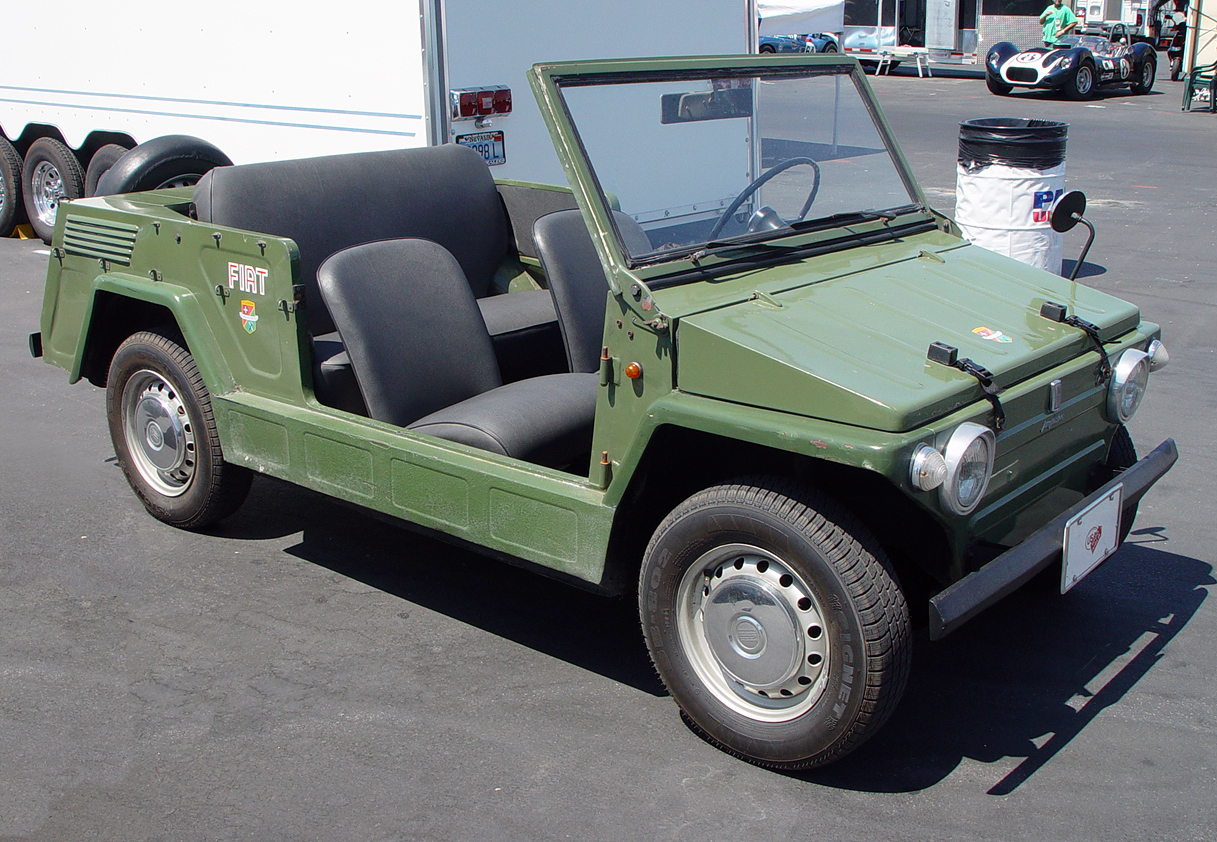
Fiat 600 Savio Jungla der italienischen Streitkräfte
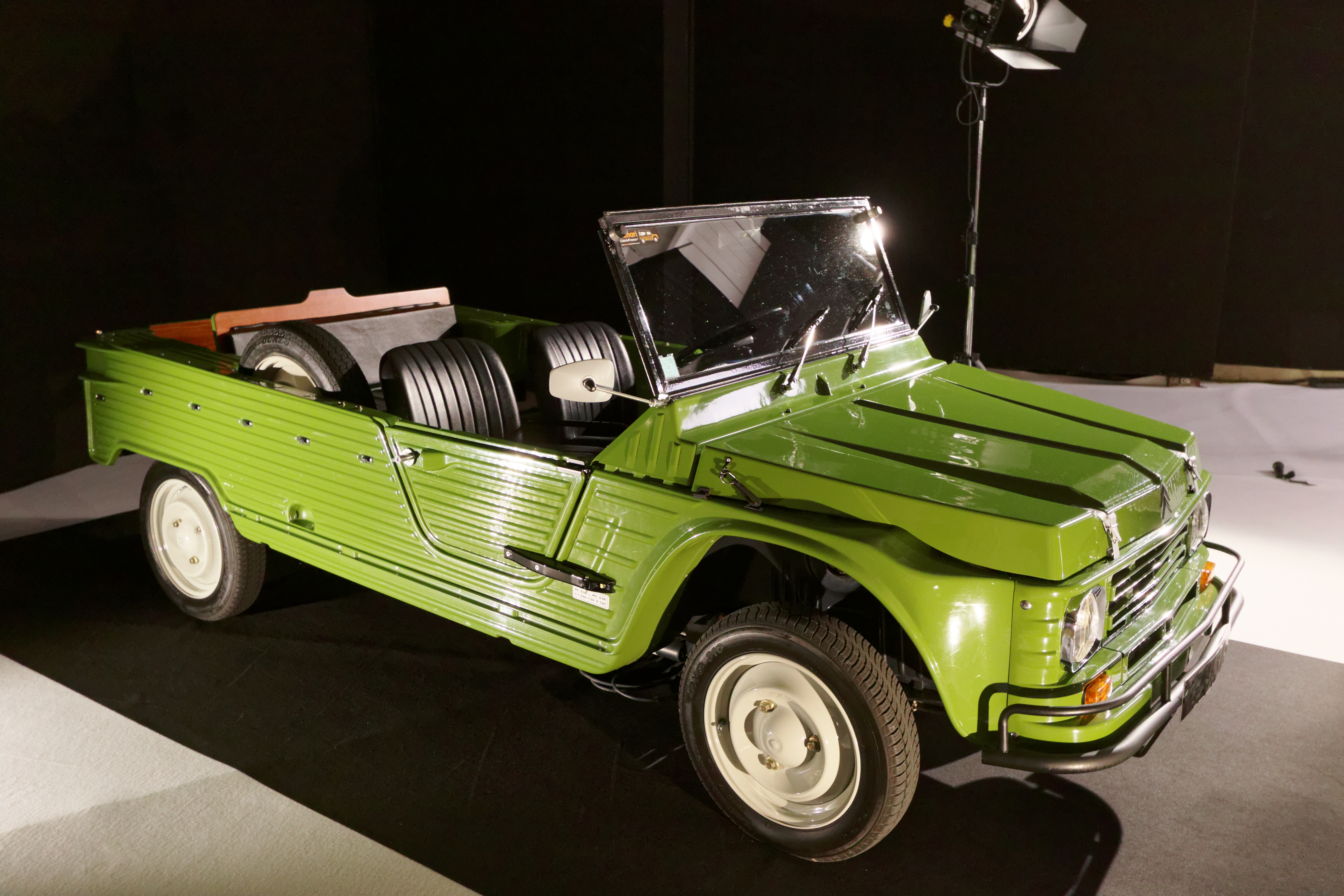
Citroën Méhari der französischen Streitkräfte
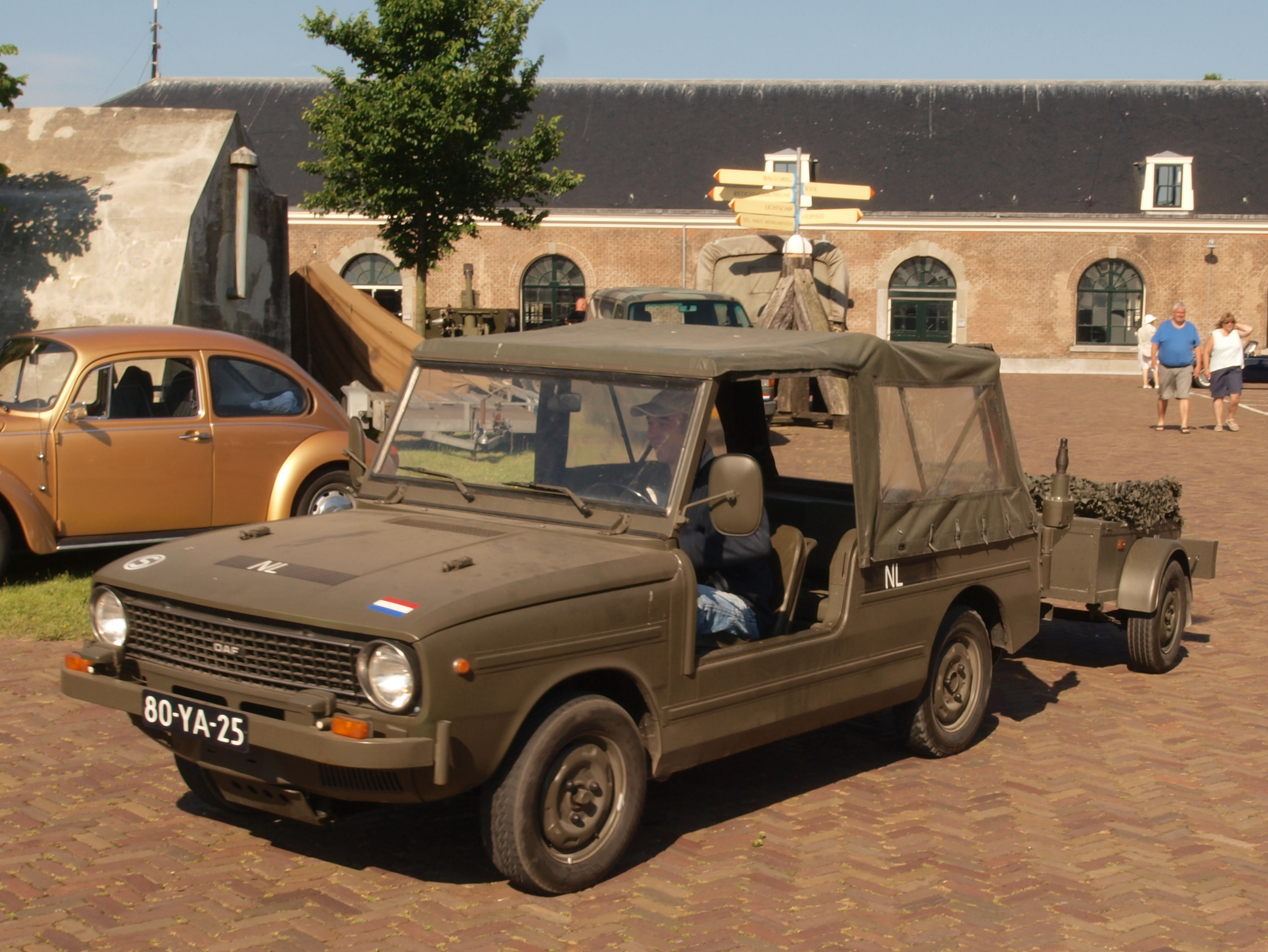
DAF YA-66 der niederländischen Streitkräfte
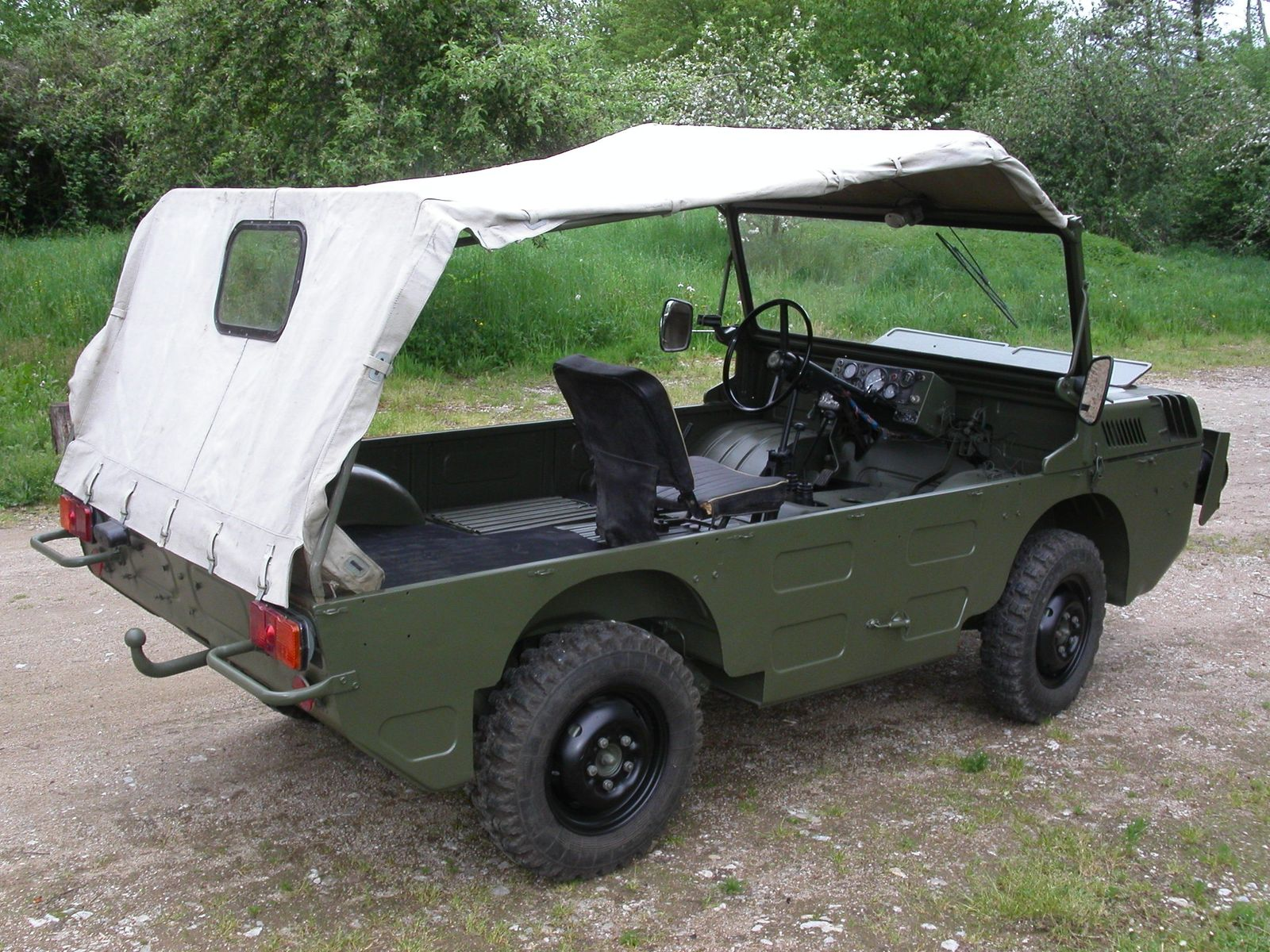
LuAZ-967, ein schwimmfähiger Kübelwagen der Streitkräfte des Warschauer Paktes